# 磷酸二酯酶抑制药

氨力农

米力农

磷酸二酯酶抑制劑（英語：Phosphodiesterase inhibitor）拥有抑制磷酸二酯酶活性的功效，抑制第二信使（cAMP或cGMP）的水解，从而提高细胞内cAMP或cGMP的浓度。
有些磷酸二酯酶抑制剂可选择性地抑制不同类型的磷酸二酯酶的活性,但这些磷酸二酯酶是少数。
例如：
- 1型磷酸二酯酶抑制剂
  - Vinpocetine
- 2型磷酸二酯酶抑制剂
  - EHNA
- 3型磷酸二酯酶抑制剂
  - 氨力农 Amrinone
  - 米力农 Milrinone
  - 氨力农和米力农属强心药，其通过抑制3型磷酸二酯酶(PDE3)，阻碍心肌细胞内的cAMP降解，高浓度的cAMP激活多种蛋白酶，使心肌膜上的钙通道开放，Ca2+内流，达到正性肌力作用。
  - 本类药物为吡啶联吡啶酮类化合物，性质相对稳定。
- 4型磷酸二酯酶抑制剂
  - Rolipram，roflumilast
- 5型磷酸二酯酶抑制剂
  - 西地那非，tadalafil，vardenafil